# Isaac Viñales
Isaac Viñales Mares (Llançà, 6 novembre 1993) è un pilota motociclistico spagnolo.
Anche suo cugino, Maverick Viñales, corre come pilota professionista.

## Carriera
Inizia la sua carriera da professionista a 13 anni partecipando al campionato spagnolo del 2006 in 125. Nel 2008 vince il campionato Pre-GP Evo 125. Nel 2009 conclude quarto nel campionato spagnolo 125 con 94 punti, mentre la stagione successiva finisce sesto totalizzando 39 punti. Sempre nel 2010 debutta nella classe 125 del motomondiale, correndo i Gran Premi di Spagna e Catalogna in qualità di wildcard a bordo di una Aprilia RSA 125 del team Catalunya Racing (stessa squadra con cui corre in ambito nazionale). A partire dal Gran Premio della Repubblica Ceca prende il posto di Michael van der Mark nel team Lambretta Reparto Corse, ma viene a sua volta sostituito, dopo il Gran Premio d'Aragona, da Danny Kent. Ritorna a partecipare al campionato mondiale in occasione del GP della Comunità Valenciana con il team CBC Corse in sostituzione dell'infortunato Jasper Iwema. Termina la sua prima stagione nel motomondiale correndo cinque gare in calendario e riuscendo a racimolare 3 punti, che gli consentono di posizionarsi 25º nella classifica piloti. Nel 2011 rientra nel campionato spagnolo passando alla classe Moto2, finendo quinto con 67 punti.
Nel 2012 torna nel motomondiale, ingaggiato in Moto3 dal team Ongetta-Centro Seta, che gli affida una FTR M312. Ottiene come miglior risultato un decimo posto in Australia e termina la stagione al 28º posto con 8 punti. In questa stagione è costretto a saltare i Gran Premi di Repubblica Ceca e San Marino per la frattura della caviglia sinistra rimediata nelle prove libere del GP della Repubblica Ceca. Nel 2013 rimane nello stesso team, con compagno di squadra Matteo Ferrari. Ottiene come miglior risultato un settimo posto in Comunità Valenciana e termina la stagione al 17º posto con 47 punti.
Nel 2014 passa al Calvo Team, alla guida di una KTM RC 250 GP; i compagni di squadra sono Jakub Kornfeil e Eric Granado. Ottiene due secondi posti (Italia e Comunità Valenciana) e un terzo posto in Francia e termina la stagione al 7º posto con 141 punti. Nel 2015 passa al team Husqvarna Factory Laglisse; la compagna di squadra è María Herrera. Ottiene un terzo posto in Argentina. Viene sostituito dopo il Gran Premio di Germania da Lorenzo Dalla Porta. Corre a Indianapolis e in Repubblica Ceca sulla KTM del team RBA Racing in sostituzione dell'infortunata Ana Carrasco. In questo stesso team prende il posto di Niklas Ajo a partire dal Gran Premio di Gran Bretagna. Chiude la stagione al nono posto con 115 punti mondiali. Nel 2016 passa in Moto2 alla guida della Tech 3 Mistral 610; il compagno di squadra è Xavi Vierge. In questa stagione è costretto a saltare il Gran Premio d'Australia a causa di un infortunio rimediato nelle prove. Chiude la stagione al ventiquattresimo posto con 19 punti all'attivo e un nono posto in Germania come miglior risultato.
Nel 2017 passa al team BE-A-VIP SAG, alla guida di una Kalex Moto2. Ottiene come miglior risultato un nono posto in Malesia e termina la stagione al 22º posto con 18 punti. Nel 2018 rimane nello stesso team, con compagno di squadra Jules Danilo. Nel Gran Premio della Repubblica Ceca viene sostituito dal connazionale Alejandro Medina. A partire dal Gran Premio d'Austria si trasferisce al team Forward Racing, in sostituzione di Eric Granado alla guida di una Suter MMX2. Conclude la stagione al 26º posto con 7 punti. In questa stagione è costretto a saltare il Gran Premio di San Marino a causa della frattura del polso destro rimediata nelle prove libere del GP di Gran Bretagna e il Gran Premio d'Aragona per una lesione alla spalla destra rimediata nelle prove libere del GP.
Nel 2019 si trasferisce nel campionato mondiale Supersport dove, con i compagni di squadra Thomas Gradinger e Loris Cresson, è titolare per il team Kallio Racing, alla guida di una Yamaha YZF-R6. In occasione del Gran Premio di Francia ottiene il primo podio in questa categoria giungendo secondo. Dopo aver ottenuto altri due piazzamenti a podio, chiude la stagione d'esordio in categoria al settimo posto, con novantasette punti ottenuti. Nel 2020 corre con lo stesso team della stagione precedente; il nuovo compagno di squadra è Hannes Soomer. Conquista due piazzamenti a podio e tre giri veloci in Gara e chiude la stagione all'ottavo posto in classifica mondiale.
Nel 2021 si trasferisce nel mondiale Superbike, alla guida di una Kawasaki ZX-10RR del team Orelac Racing Verdnatura. Raccoglie 45 punti che gli consentono di chiudere al diciassettesimo posto in classifica piloti ed al settimo posto nella graduatoria del Trofeo Indipendenti. Nel 2022 prende parte al Gran Premio dell'Estoril in qualità di pilota sostitutivo con il team TPR Team Pedercini Racing nel mondiale Superbike senza ottenere punti. Disputa poi i Gran Premi di Gran Bretagna a Donington e Repubblica Ceca a Most sostituinedo l'infortunato Filippo Fuligni nel mondiale Supersport in sella ad una Ducati Panigale V2. Disputa altri tre Gran Premi e  raccoglie ventidue punti che gli consentono di classificarsi venticinquesimo nel mondiale e terzo nella World Supersport Challenge. Nel 2023 gareggia nel mondiale Endurance con una Yamaha del team Wojcik Racing in equipaggio con Sheridan Morais, Christoffer Bergman e Mahieu Gines. Contestualmente alle gare di durata, prende parte al mondiale Superbike come pilota titolare del Team Pedercini. Con un punto ottenuto, si classifica ventiseiesimo tra i piloti e tredicesimo nel Trofeo Indipendenti.

## Risultati in gara

### Motomondiale
| 2010 | Classe | Moto                |  |    |  |  |  |  |     |  |    |    |     |  |    |  |  |  |  |    |  | Punti | Pos. |
| ---- | ------ | ------------------- |  | -- |  |  |  |  | --- |  | -- | -- | --- |  | -- |  |  |  |  | -- |  | ----- | ---- |
| 2010 | 125    | Aprilia e Lambretta |  | 16 |  |  |  |  | Rit |  | NE | 22 | Rit |  | NP |  |  |  |  | 13 |  | 3     | 25º  |

| 2012 | Classe | Moto      |     |     |     |     |    |    |    |    |    |    |    |    |     |    |    |    |    |    |  | Punti | Pos. |
| ---- | ------ | --------- | --- | --- | --- | --- | -- | -- | -- | -- | -- | -- | -- | -- | --- | -- | -- | -- | -- | -- |  | ----- | ---- |
| 2012 | Moto3  | FTR Honda | Rit | Rit | Rit | Rit | 24 | 23 | 21 | 21 | 19 | NE | 14 | NP | Inf | 17 | 23 | 19 | 10 | 20 |  | 8     | 28º  |

| 2013 | Classe | Moto      |     |    |    |    |    |    |    |    |    |     |     |    |    |    |    |    |     |   |  | Punti | Pos. |
| ---- | ------ | --------- | --- | -- | -- | -- | -- | -- | -- | -- | -- | --- | --- | -- | -- | -- | -- | -- | --- | - |  | ----- | ---- |
| 2013 | Moto3  | FTR Honda | Rit | 13 | 17 | 10 | 13 | 11 | 11 | 12 | NE | Rit | Rit | 11 | 14 | 18 | 14 | 13 | Rit | 7 |  | 47    | 17º  |

| 2014 | Classe | Moto |   |     |   |   |   |   |   |   |   |    |    |    |   |    |    |     |     |   |  | Punti | Pos. |
| ---- | ------ | ---- | - | --- | - | - | - | - | - | - | - | -- | -- | -- | - | -- | -- | --- | --- | - |  | ----- | ---- |
| 2014 | Moto3  | KTM  | 8 | Rit | 7 | 5 | 3 | 2 | 7 | 7 | 8 | 17 | 10 | 13 | 4 | 12 | 11 | Rit | Rit | 2 |  | 141   | 7º   |

| 2015 | Classe | Moto            |   |   |   |    |   |   |   |     |    |   |     |     |   |     |   |   |    |   |  | Punti | Pos. |
| ---- | ------ | --------------- | - | - | - | -- | - | - | - | --- | -- | - | --- | --- | - | --- | - | - | -- | - |  | ----- | ---- |
| 2015 | Moto3  | Husqvarna e KTM | 6 | 9 | 3 | 11 | 7 | 8 | 7 | Rit | 18 | 5 | Rit | Rit | 9 | Rit | 4 | 8 | 14 | 6 |  | 115   | 9º   |

| 2016 | Classe | Moto   |    |    |    |    |    |    |    |    |   |    |    |    |     |    |    |    |    |     |  | Punti | Pos. |
| ---- | ------ | ------ | -- | -- | -- | -- | -- | -- | -- | -- | - | -- | -- | -- | --- | -- | -- | -- | -- | --- |  | ----- | ---- |
| 2016 | Moto2  | Tech 3 | 19 | 24 | 18 | 13 | 20 | 24 | 16 | 21 | 9 | 18 | 14 | NP | Rit | 28 | 15 | NP | 10 | Rit |  | 19    | 24º  |

| 2017 | Classe | Moto  |    |    |    |    |     |    |    |     |    |    |     |    |     |     |    |    |   |    |  | Punti | Pos. |
| ---- | ------ | ----- | -- | -- | -- | -- | --- | -- | -- | --- | -- | -- | --- | -- | --- | --- | -- | -- | - | -- |  | ----- | ---- |
| 2017 | Moto2  | Kalex | 21 | 17 | 17 | 18 | Rit | 13 | 12 | Rit | 22 | 25 | Rit | 18 | Rit | Rit | 24 | 19 | 9 | 12 |  | 18    | 22º  |

| 2018 | Classe | Moto          |    |    |    |    |     |    |     |    |     |  |    |    |    |    |    |    |     |    |    | Punti | Pos. |
| ---- | ------ | ------------- | -- | -- | -- | -- | --- | -- | --- | -- | --- |  | -- | -- | -- | -- | -- | -- | --- | -- | -- | ----- | ---- |
| 2018 | Moto2  | Kalex e Suter | 16 | 14 | 11 | 19 | Rit | 16 | Rit | 22 | Rit |  | 23 | AN | NP | NP | 24 | 26 | Rit | 24 | 16 | 7     | 26º  |

| Legenda | 1º posto        | 2º posto            | 3º posto            | A punti      | Senza punti        | Grassetto – Pole position Corsivo – Giro più veloce |
| Legenda | Gara non valida | Non qual./Non part. | Ritirato/Non class. | Squalificato | '-' Dato non disp. | Grassetto – Pole position Corsivo – Giro più veloce |

### Campionato mondiale Supersport
| 2019 | Moto   |     |   |    |   |   |   |    |    |     |   |   |   |  |  |  |  |  |  |  |  |  |  |  |  | Punti | Pos. |
| ---- | ------ | --- | - | -- | - | - | - | -- | -- | --- | - | - | - |  |  |  |  |  |  |  |  |  |  |  |  | ----- | ---- |
| 2019 | Yamaha | Rit | 4 | 10 | 8 | 6 | 8 | 27 | 22 | Rit | 2 | 3 | 3 |  |  |  |  |  |  |  |  |  |  |  |  | 97    | 7º   |

| 2020 | Moto   |   |     |   |   |   |   |   |     |   |    |   |    |     |   |   |  |  |  |  |  |  |  |  |  | Punti | Pos. |
| ---- | ------ | - | --- | - | - | - | - | - | --- | - | -- | - | -- | --- | - | - |  |  |  |  |  |  |  |  |  | ----- | ---- |
| 2020 | Yamaha | 8 | Rit | 7 | 5 | 3 | 7 | 6 | Rit | 3 | 15 | 6 | 13 | Rit | 4 | 6 |  |  |  |  |  |  |  |  |  | 116   | 8º   |

| 2022 | Moto   |  |  |  |  |  |  |  |  |    |    |    |     |    |    |    |    |    |   |  |  |  |  |  |  | Punti | Pos. |
| ---- | ------ |  |  |  |  |  |  |  |  | -- | -- | -- | --- | -- | -- | -- | -- | -- | - |  |  |  |  |  |  | ----- | ---- |
| 2022 | Ducati |  |  |  |  |  |  |  |  | 20 | 14 | 10 | Rit | 18 | 15 | 21 | 23 | 10 | 9 |  |  |  |  |  |  | 22    | 25º  |

| Legenda | 1º posto        | 2º posto            | 3º posto           | A punti      | Senza punti        | Grassetto – Pole position Corsivo – Giro più veloce |
| Legenda | Gara non valida | Non qual./Non part. | Ritirato/Non class | Squalificato | '-' Dato non disp. | Grassetto – Pole position Corsivo – Giro più veloce |

### Campionato mondiale Superbike
| 2021 | Moto     |    |    |    |    |    |    |    |    |    |    |    |    |    |    |    |    |    |    |  |  |  |    |     |    |    |    |    |    |    |    |    |    |    |     |    |    |    |    |   |  |  |  | Punti | Pos. |
| ---- | -------- | -- | -- | -- | -- | -- | -- | -- | -- | -- | -- | -- | -- | -- | -- | -- | -- | -- | -- |  |  |  | -- | --- | -- | -- | -- | -- | -- | -- | -- | -- | -- | -- | --- | -- | -- | -- | -- | - |  |  |  | ----- | ---- |
| 2021 | Kawasaki | 13 | 15 | 13 | 17 | 17 | 15 | 17 | 15 | 17 | 15 | 13 | 17 | 11 | 13 | 14 | 12 | 17 | 17 |  |  |  | 15 | Rit | NP | 14 | 12 | 15 | NP | AN | NP | 11 | 10 | 12 | Rit | 17 | 13 | 13 | AN | 9 |  |  |  | 45    | 17º  |

| 2022 | Moto     |  |  |  |  |  |  |    |    |     |  |  |  |  |  |  |  |  |  |  |  |  |  |  |  |  |  |  |  |  |  |  |  |  |  |  |  |  |  |  |  |  |  | Punti | Pos. |
| ---- | -------- |  |  |  |  |  |  | -- | -- | --- |  |  |  |  |  |  |  |  |  |  |  |  |  |  |  |  |  |  |  |  |  |  |  |  |  |  |  |  |  |  |  |  |  | ----- | ---- |
| 2022 | Kawasaki |  |  |  |  |  |  | 21 | 13 | Rit |  |  |  |  |  |  |  |  |  |  |  |  |  |  |  |  |  |  |  |  |  |  |  |  |  |  |  |  |  |  |  |  |  | 0     |      |

| 2023 | Moto     |  |  |  |  |  |  |    |     |    |     |    |     |    |    |    |    |    |    |     |    |     |    |    |    |     |    |    |    |    |    |     |    |    |  |  |  |  |  |  |  |  |  | Punti | Pos. |
| ---- | -------- |  |  |  |  |  |  | -- | --- | -- | --- | -- | --- | -- | -- | -- | -- | -- | -- | --- | -- | --- | -- | -- | -- | --- | -- | -- | -- | -- | -- | --- | -- | -- |  |  |  |  |  |  |  |  |  | ----- | ---- |
| 2023 | Kawasaki |  |  |  |  |  |  | 23 | Rit | 18 | Rit | 20 | Rit | 20 | 17 | 16 | 15 | 21 | 16 | Rit | 22 | Rit | 18 | 16 | 17 | Rit | 19 | 16 | 20 | 20 | 20 | Rit | 20 | 17 |  |  |  |  |  |  |  |  |  | 1     | 26º  |

| Legenda | 1º posto        | 2º posto            | 3º posto           | A punti      | Senza punti        | Grassetto – Pole position Corsivo – Giro più veloce |
| Legenda | Gara non valida | Non qual./Non part. | Ritirato/Non class | Squalificato | '-' Dato non disp. | Grassetto – Pole position Corsivo – Giro più veloce |